# Edwin Kempes
Edwin Kempes (Amsterdam, 23 giugno 1976) è un ex tennista olandese.

## Carriera
In carriera ha raggiunto una finale di doppio. In doppio ha raggiunto la 80ª posizione della classifica ATP, mentre in singolare ha raggiunto il 98º posto.
In Coppa Davis ha disputato un totale di 2 partite, ottenendo una vittoria e una sconfitta.

## Statistiche

### Doppio

#### Finali perse (1)
| Numero | Anno           | Torneo                | Superficie  | Compagno               | Avversari in finale             | Punteggio     |
| 1.     | 23 luglio 2000 | Dutch Open, Amsterdam | Terra rossa | Dennis van Scheppingen | Sergio Roitman Andrés Schneiter | 6-4, 4-6, 1-6 |